# Michael Schmitz (Agrarwissenschaftler)
Peter Michael Schmitz (* 15. Juli 1949 in Bad Gandersheim) ist ein deutscher Agrarökonom, ehemaliger Hochschullehrer und Lobbyist.

## Leben
Schmitz studierte Volkswirtschaftslehre an der Georg-August-Universität Göttingen (Diplom-Volkswirt, 1975). Dort promovierte er 1979 in Agrarökonomie. 1984 wurde er an der Christian-Albrechts-Universität zu Kiel habilitiert. Nach einem kurzen Aufenthalt am IIASA war er von 1984 bis 1987 Professor für Agrarpolitik an der Justus-Liebig-Universität Gießen (JLU). Bis 1995 war er am Fachbereich Wirtschaftswissenschaften der Johann-Wolfgang-Goethe-Universität Frankfurt am Main. Von 1995 bis zu seinem Eintritt in den Ruhestand 2015 war er wieder an der JLU, u. a. als Direktor des Instituts für Agrarpolitik und Marktforschung sowie des Zentrums für Internationale Entwicklungs- und Umweltforschung der JLU.
Schmitz war unter anderem Mitglied des Wissenschaftlichen Beirats für Agrarpolitik beim Bundesministerium für Ernährung, Landwirtschaft und Verbraucherschutz, von 1992 bis 2011.
Für seine Verdienste um die Kooperation mit der Nationalen Agraruniversität Bila Tservka in der Ukraine (BTNAU) wurde Schmitz 2010 die Ehrendoktorwürde verliehen.

## Forschung und Kritik
Seine Forschungsgebiete sind europäische und internationale Agrarpolitik, internationaler Agrarhandel und Handelspolitik, Angewandte Mikroökonomie, Neue politische Ökonomie, Entwicklungs- und Umweltökonomie, Wettbewerbsfähigkeit der Agrarwirtschaft, sowie Transformationsökonomie.
Schmitz betrieb seit 1990 ein privates „Institut für Agribusiness“, für das er Auftragsarbeiten für die Agrarindustrie erstellte. So legte er u. a. eine mit Mitteln einer „Dr.-Alhard-von-Burgsdorff-Stiftung“ unterstützte Studie vor, die die „volkswirtschaftliche Schädlichkeit fleischloser Ernährung“ aufzeigen soll. Er projizierte seine Meinung 2019 in Räumen des Deutschen Bundestags vor Abgeordneten. Die Universität hat Schmitz wiederholt gebeten, sein Wirken beim Institut und an der Universität in der Außendarstellung zu unterscheiden. Am 11. September 2019 legte Schmitz auf einer verbandsöffentlichen Tagung vortragend 35 Folien vor, die jeweils unten links Namen und Zeichen der JLU und rechts den Institutsnamen tragen.
Als Autor sowie Ko-Autor mehrerer heimlich von Monsanto bezahlter „Expertisen“ warnte er seit 2012 vor dem Verbot des Einsatzes von Glyphosat und stellte dessen Verwendung als positiv und unproblematisch dar, ohne dass dabei in den Studien auf die Fremdfinanzierung hingewiesen worden wäre. In der Folge seiner Monsanto-Verbindung versah ein Fachblatt des staatlichen Kühn-Instituts, bei dem er zweimal publiziert hatte, Anfang Dezember 2019 beide Aufsätze in der Online-Version zunächst mit einem editorischen Vorbehalt hinsichtlich ihrer Validität. Beide Veröffentlichungen wurden schließlich von der Zeitschrift zurückgezogen.